# Синхалешки језик
Синхалешки језик (සිංහල), познат и као синхалски језик или синхалески језик, индоаријски је језик којим превасходно говоре Синхалези у Шри Ланки. Са око 16 милиона људи, чине највећи етничку групу на острву. Синхалешким као матерњим језиком говоре и друге етничке групе у Шри Ланки — око 4 милиона људи. Написан је синхалешким писмом, једним од брахмичких писама. Писмо потиче од древног индијског браманског писма.
Синхалешки је један од службених и националних језика истоимене острвске државе. С језиком пали, играо је важну улогу у развоју будистичке литературе Тераваде.
Најстарији пронађени натписи на овом језику сежу у период између другог и трећег века пре нове ере (по доласку будизма у Шри Ланку), а најстарија књижевна дела датирају из 9. века. Најближи сродник синхалешког је малдивски језик. Језик има два варијетета — писмени и говорни и представља сјајан пример диглосије, језичког феномена.